# Cooperativa de Producción y Exportación de Cacao Orgánico
La Cooperativa de Producción y Exportación de Cacao Orgánico (en portugués: Cooperativa de Produção e Exportação de Cacau Biológico, abbr. CECAB) es una cooperativa de Santo Tomé y Príncipe de 42 asociaciones de pequeños productores que representan a unos 3000 productores de cacao. Es el mayor productor de cacao de Santo Tomé y Príncipe. CECAB vende cacao orgánico a Kaoka, fabricante francés de chocolate de primera calidad.

## Establecimiento
La producción de cacao en Santo Tomé y Príncipe ha desempeñado históricamente un papel importante en la economía del país. Sin embargo, a principios del siglo XXI, la producción había disminuido debido a la falta de inversión y la degradación ambiental.: 4 
Kaoka, un fabricante de chocolate de lujo con sede en Francia, comenzó a comprar cacao de Santo Tomé y Príncipe en 2001. Kaoka alentó a los productores locales a formar una cooperativa para coordinar mejor sus operaciones, y el CECAB se creó en consecuencia el 20 de julio de 2004.

## Actividades
CECAB produce cacao orgánico de comercio justo y lo vende a Kaoka. De 2014 a 2016, el CECAB trabajó con Kaoka, el Fondo Internacional de Desarrollo Agrícola y el Fondo Mundial para el Medio Ambiente en un programa de renovación de plantaciones de cacao en Santo Tomé. El objetivo era crear ingresos alternativos a la caza, la producción de carbón y la deforestación ilegal en el parque natural Obo. Las organizaciones socias del CECAB elogiaron los resultados del programa. 
En mayo de 2018, el presidente de la CECAB, Aureliano Pires, afirmó que las pérdidas de la cooperativa por el robo de cacao habían alcanzado el 40 por ciento de la producción total.
El 20 de julio de 2022, CECAB inauguró una fábrica de chocolate en la localidad de Guadalupe, en el distrito de Lobata, 12 kilómetros (7,5 mi) al norte de la capital Santo Tomé. Fue la tercera fábrica de chocolate construida en el país y la más grande construida por CECAB. Las obras habían comenzado dos años antes, y el entonces primer ministro de Santo Tomé y Príncipe, Jorge Bom Jesus, colocó la primera piedra el 25 de junio de 2020. La fábrica ha costado más de 464 000 euros, repartidos entre el CECAB (124 000 euros) y el Banco Africano de Desarrollo (340 000 euros). Jorge Bom Jesus habló en la ceremonia de inauguración, afirmando que su país estaba tomando un «camino transformador» hacia la «independencia económica» mediante la transición a la exportación de productos terminados además de materias primas. También comentó: «Vamos a exportar cacao, vamos a exportar chocolate de alta calidad – chocolate orgánico – y a cambio empezaremos a importar ... tecnologías [y] equipos para que podamos seguir mejorando la excelencia de nuestros servicios». A la ceremonia también asistió Francisco Ramos, entonces Ministro de Agricultura, Pesca y Desarrollo Rural del país. Se proyecta que en 2023 la fábrica tendrá una producción anual de 10 toneladas de chocolate.

## Afiliación
En 2023, la membresía del CECAB estaba compuesta por alrededor de 3000 agricultores de 42 asociaciones de pequeños productores.